# Gázkorlátozás
A gázkorlátozás egy szükségintézkedés, amelyet akkor rendelnek el, ha a földgázt a szállító nem tudja gyorsabban pótolni, mint amilyen ütemben a fogyasztók használják. Magyarországon a Földgázszállító Zrt. dönt a bevezetéséről, és a korlátozás szempontjából a fogyasztókat öt kategóriára osztják:
1. 2500 m³/óra fölötti ipari, kereskedelmi és mezőgazdasági fogyasztók, akiknél a gázfelhasználás technológiai károkozás nélkül megszakítható, és a háztartási és kommunális fogyasztást nem érinti.
2. 500–2500 m³/óra közötti ipari, kereskedelmi és mezőgazdasági fogyasztók, akiknél a gázfelhasználás technológiai károkozás nélkül megszakítható, és a háztartási és kommunális  fogyasztást nem érinti.
3. az első két kategóriába nem tartozó ipari, kereskedelmi és mezőgazdasági fogyasztók, kivéve a fogyasztásuk háztartási és kommunális célú részét.
4. kommunális fogyasztók, kivéve azokat, akiket a törvény a következő kategóriába sorol.
5. háztartási és külön jogszabályban meghatározott kommunális fogyasztók.

(A kommunális fogyasztókat a 81/2003. (XII. 10.) GKM rendelet határozza meg.)
A korlátozás során először az első kategóriába tartozók fogyasztását csökkentik, és egy újabb kategória korlátozására mindig csak akkor nyílik lehetőség, amikor a korábbi kategóriák korlátozási lehetőségei már kimerültek.